# Крульове-Стойло
Крульове-Стойло (пол. Królowe Stojło) — село в Польщі, у гміні Ґрудек Білостоцького повіту Підляського воєводства.
Населення — 29 осіб (2011).
У 1975-1998 роках село належало до Білостоцького воєводства.

## Демографія
Демографічна структура станом на 31 березня 2011 року:
|          | Загалом | Допрацездатний вік | Працездатний вік | Постпрацездатний вік |
| -------- | ------- | ------------------ | ---------------- | -------------------- |
| Чоловіки | 14      | 1                  | 10               | 3                    |
| Жінки    | 15      | 0                  | 5                | 10                   |
| Разом    | 29      | 1                  | 15               | 13                   |